# Nobody
"Nobody" je pjesma i singl južnokorejskog sastava Wonder Girls. U prodaju je pušten 22. rujna 2008. u Južnoj Koreji u izdanju JYP Entertainmenta. Singl je debitirao na top ljestvici Billboard Hot 100 na broju 76 te su tako Wonder Girls postale prva južnokorejska grupa čiji je singl imao takav uspjeh. Inačica na engleskom jeziku izdana je 30. rujna 2009. U Koreji je singl debitirao na broju 1. Koncertni spot za pjesmu je bio prvi K-pop video na YouTube-u s preko 50 milijuna pregleda.

## Informacije o singlu
Singl je izdan 22. rujna 2008. s njihova EP-a The Wonder Years: Trilogy. Singl je napisao i producirao njihov memadžer Park Jin-Young. Singl je bio broj 1 u Koreji te broj 76 na Billboard Hot 100. Do danas, to je njihov najuspješniji singl te su Wonder Girls ostale jedina K-pop grupa sa singlom na Billboard Hot 100. Singl je izdan u tri jezika: korejski, engleski i japanski. Na japanskom je izdan 25. srpnja 2012. kao i CD+DVD album Nobody for Everybody. Singl je dobio brojne nagrade, uključujući Cyworld i Mnet.

## Popis pjesama

### Južnokorejski EP
1. "Intro"
2. "Nobody"
3. "I Tried"
4. "Saying I Love You"
5. "Nobody (Rainstone Remix)"
6. "Nobody" (instrumentalna inačica)
7. "I Tried" (instrumentalna inačica)
8. "Saying I Love You" (instrumentalna inačica)
9. "Nobody (Rainstone Remix)" (instrumentalna inačica)

### SAD
1. "Nobody" (engleska inačica)

## Izdanja
22. rujna 2008. (Koreja)
30. rujna 2008. (EP)
30. rujna 2009. (SAD)
25. srpnja 2012. (Japan)